# 色尔坝藏语
色尔坝藏语(威利转写：gser pa；也称Gserskad)是四川一种东部藏语。它由在四川甘孜藏族自治州色达县色尔坝(藏文：གསེར་པ་；威利转写：gser pa）的数百至上千人使用，与安多藏语不同。:7–56:107-126

## 分布
色尔坝藏语分布在甘孜州色达县东部色曲河下游沿岸的旭日乡、杨各乡、翁达镇和甲学乡。
关系密切的卡龙藏语就分布在色尔坝以东。